# Ленкервілл (Пенсільванія)
Ленкервілл (англ. Lenkerville) — переписна місцевість (CDP) в США, в окрузі Дофін штату Пенсільванія. Населення — 504 особи (2020).

## Географія
Ленкервілл розташований за координатами 40°31′58″ пн. ш. 76°57′34″ зх. д. / 40.53278° пн. ш. 76.95944° зх. д. (40.532687, -76.959428).  За даними Бюро перепису населення США в 2010 році переписна місцевість мала площу 0,87 км², уся площа — суходіл.

## Демографія
Згідно з переписом 2010 року, у переписній місцевості мешкало 550 осіб у 229 домогосподарствах у складі 166 родин. Густота населення становила 633 особи/км².  Було 254 помешкання (292/км²).
Расовий склад населення:
| - 96,0 % — білих - 2,4 % — чорних або афроамериканців - 0,4 % — азіатів - 0,2 % — корінних американців |

До двох чи більше рас належало 0,9 %. Частка іспаномовних становила 1,5 % від усіх жителів.
За віковим діапазоном населення розподілялося таким чином: 26,7 % — особи молодші 18 років, 56,4 % — особи у віці 18—64 років, 16,9 % — особи у віці 65 років та старші. Медіана віку мешканця становила 37,4 року. На 100 осіб жіночої статі у переписній місцевості припадало 91,0 чоловіків;  на 100 жінок у віці від 18 років та старших — 87,4 чоловіків також старших 18 років.
Середній дохід на одне домашнє господарство  становив 47 796 доларів США (медіана — 42 917), а середній дохід на одну сім'ю — 56 036 доларів (медіана — 56 667). За межею бідності перебувало 26,9 % осіб, у тому числі 44,9 % дітей у віці до 18 років та 0,0 % осіб у віці 65 років та старших.
Цивільне працевлаштоване населення становило 351 особа. Основні галузі зайнятості: виробництво — 32,2 %, роздрібна торгівля — 19,9 %, публічна адміністрація — 15,4 %.